# Peter Prauser
Peter Prauser (Sankt Tönis, 3 oktober 1949) is een voormalig Duits voetballer die tijdens zijn profloopbaan uitsluitend voor Fortuna SC speelde, meestal als centrumspits.

## Loopbaan
De in Tegelen woonachtige Duitser werd bij Tiglieja in het seizoen 1972/73 met 38 doelpunten topscorer in het Limburgse amateurvoetbal. Dusdoende trok hij de aandacht van Fortuna SC dat hem in juli 1973 contracteerde. In zijn beginjaren moest Prauser voorin de concurrentiestrijd aangaan met Uwe Blotenberg, Bart Stovers en Dick Hoogmoed. Onder trainers Cor van der Hart en Cor Brom mocht hij vaak nog rekenen op een basisplaats. Dat veranderde na 1976 met de komst van goalgetter Hans Engbersen die de Duitser naar het tweede plan verdrong. Prauser speelde in totaal zes jaar voor de Sittardse eerstedivisionist en scoorde 41 doelpunten in 150 competitiewedstrijden. In 1979 keerde hij terug naar de amateurs van Tiglieja waarvoor hij, afgezien van een eenjarig uitstapje bij de plaatselijke rivaal SC Irene, tot het einde van zijn spelersloopbaan zou uitkomen.

### Profstatistieken
| Seizoen | Club       | Land      | Competitie     | Wed. | Goals |
| ------- | ---------- | --------- | -------------- | ---- | ----- |
| 1973/74 | Fortuna SC | Nederland | Eerste divisie | 28   | 6     |
| 1974/75 | Fortuna SC | Nederland | Eerste divisie | 34   | 15    |
| 1975/76 | Fortuna SC | Nederland | Eerste divisie | 31   | 7     |
| 1976/77 | Fortuna SC | Nederland | Eerste divisie | 30   | 12    |
| 1977/78 | Fortuna SC | Nederland | Eerste divisie | 14   | 0     |
| 1978/79 | Fortuna SC | Nederland | Eerste divisie | 13   | 1     |
| Totaal  | Totaal     | Totaal    | Totaal         | 150  | 41    |